# 景浦將
景浦 將（かげうら まさる、1915年7月20日 - 1945年5月20日）は、愛媛県松山市出身のプロ野球選手（外野手、投手、内野手）。
日本プロ野球史上に残る伝説の選手の一人で、フィリピンにて戦死している。本名が「將」だったことから「鬪將（闘将）」の異名をとり、阪神ファンの間では「零代ミスタータイガース」としても知られている。
旧字体が使用できない新聞等のメディアでは「景浦将」の表記を用いることがある。
水島新司の漫画「あぶさん」に登場する景浦安武のモデルとなった一人。当時、朝日軍に所属していた景浦賢一は実弟である。

## 経歴

### プロ入り前

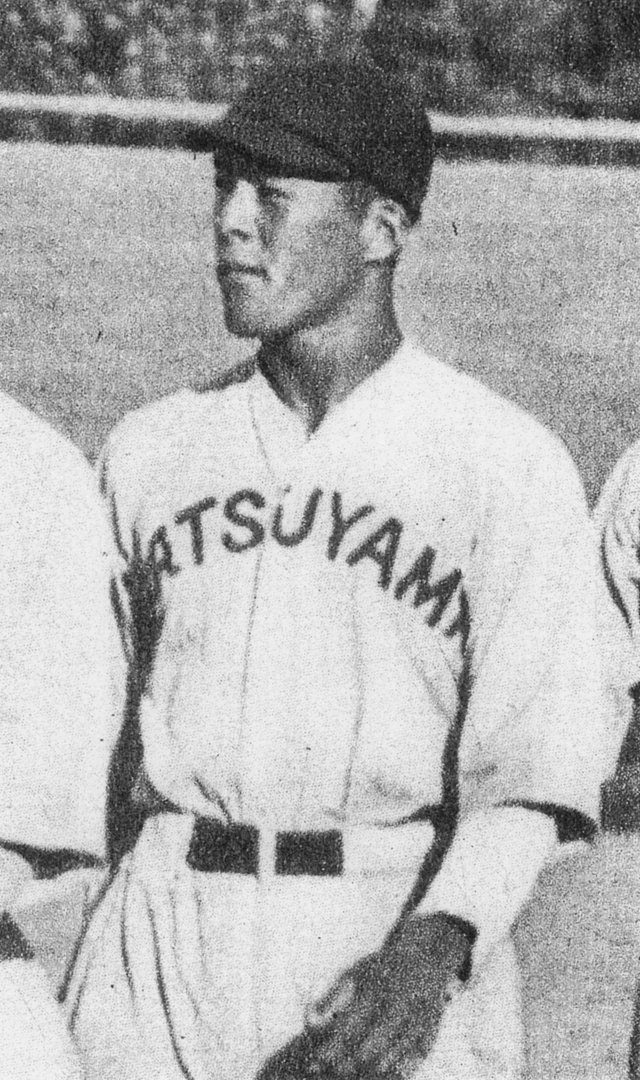
松山商業野球部時代の景浦（1932年）

1915年7月20日に愛媛県松山市で材木商を営む家に生まれる。少年時代は小柄で痩せており、当初は野球ではなく剣道に打ち込んでいた。甲子園の強豪でもある松山商業学校に進学後も2年生までは剣道部に所属していたが、後の景浦の長打力の源はこの剣道による猛稽古で鍛えられた強靭な手首と足腰にあるとも言われている。景浦の長打力については剣道以外にも「野球部への入部祝いとして、父からプレゼントされた手製のバット（桜の木）を毎日欠かさず素振りして長打力が付いた」とも言われており、いずれにせよ景浦の地道な努力が実を結んだとされる。
3年生のある日、野球部で選手が不足する事態となった際に当時の指導者だった後藤二郎から勧誘されて野球部に入部した。景浦は入部した途端に打球の鋭さや投じた球の速さによってすぐに頭角を現し、三森秀夫（のちに法政大学から東京巨人軍へ入団）、高須清（のちに早稲田大学から大日本麦酒を経てイーグルス入団）らと共に第8回選抜中等学校野球大会（ベスト8）、第17回全国中等学校優勝野球大会（ベスト4）に出場するなど成績を残す。1932年の第9回選抜中等学校野球大会では決勝戦で楠本保率いる兵庫県立明石中学校を接戦の末に下して優勝を果たしたほか、同年夏の第18回全国中等学校優勝野球大会でも決勝戦（対中京商業学校戦）において2回裏から先発・三森の2番手として登板し、9回表に自ら三塁打を放って同点に追いつく執念を見せる。しかしその直後、中京商業学校の選手が放った打球が景浦の左足に直撃して降板し、三塁の守備に就くも足の状態が悪いことに気付いた中京商業側が景浦が守る三塁側へ執拗なバント攻めを展開した挙句、延長11回にサヨナラ負けを喫して準優勝となった。
松山商業学校を卒業後は立教大学へ進学し、1年生ながら公式戦において打者として長打力を発揮する一方、投手として4勝1敗の好成績を残し、立教大学の優勝に貢献した。景浦の1学年上に坪内道典がおり、景浦が戦死するまで親交が続いたほか、立教大学在籍中は帰郷する度に母校・松山商業学校へ出向き、後輩らに1人1時間のノックを浴びせた。このノックを浴びた千葉茂は「（景浦が）戻ったと聞いただけで身体が震えた」という。

### プロ入り後
| 景浦の豪快なスイング |  | 投手としても活躍 |
| 景浦の豪快なスイング |  | 投手としても活躍 |

景浦は大学卒業を待たず、1936年2月28日に立教大学を中退し、大阪タイガースと入団契約を取り交わした。当初、景浦はタイガースへ入団する意思は無かったが、「材木商の実家が「山を買う」という話に騙されて金を盗られ、多額の借金を負ってしまい、借金返済のために大学を中退してタイガースに入団した」「監督の森茂雄から『野球がダメなら電鉄社員として面倒を見るから』と勧誘された」とも言われている。だが、入団時に支払われた支度金が給与から天引きされていたことが後に発覚し、シーズン途中に森が解任されたことと合わせて、景浦にとって球団不信の原因となった。それでも景浦のセールスポイントとして大きなリンゴを一握りで潰せる握力を引っ提げて入団し、初代「4番・三塁手」のスラッガーとして打棒を振るい、タイガースの中心選手として沢村栄治（東京巨人軍）と数々の名勝負を繰り広げたほか、人員不足から投手としても登板した。
景浦は1937年に4番・三塁手へ転向し、首位打者（1937年秋季）、打点王（1937年春季、1938年春季）を獲得するなど群を抜いた活躍を見せ、タイガースの初代日本一と翌年の連覇を牽引した。1937年春季に投手として規定投球回数を満たして防御率0.93と、沢村（0.81）に次ぐ2位の好成績を見せ、打者としてはリーグトップの21長打を放った。47打点は春・秋の2シーズン制での最多記録となったほか、同年秋季は打率.333で首位打者にも輝いた。最優秀防御率と首位打者の両方を記録したのは景浦のみである。また、このシーズンの出塁率.515は歴代2位で、1938年春季には31打点で2度目の打点王に輝いたほか、守備でも持ち前の強肩でピンチを救った。
投手としては、重いシュート（ナチュラルシュートとも言われ、速球のみ投げていたとの記述もある）を武器に1936年秋季には防御率0.79（歴代2位）で最優秀防御率、6戦全勝の勝率10割（歴代1位）で最高勝率をそれぞれ獲得し、東京巨人軍との優勝決定戦では沢村の3連投の前に屈したものの、第1戦（洲崎球場）では沢村と投げ合い、味方の守備の失策から5点を失ったものの自責点は沢村の3点より少ない2点と好投を見せて完投、打っては4回に沢村から場外へ消える3ラン本塁打を放つなど気を吐いた。その景浦を見た東京巨人軍監督の藤本定義は「アイツこそ史上最強の打者」と絶賛した。
1939年に最初の応召となるが、帰国後も折からの球団不信によるものから「ゴチャゴチャ考えながら野球をやるのが嫌だ」として実家の材木商を継承した。1943年に阪神軍へ復帰後は以前通りの長打力を発揮したが、投手や守備としては兵役中に過度の手榴弾の投擲によって肩を痛め、主に肩への負担が少ない一塁手を担うようになった。それでも兵役の影響は大きいもので守備力まで低下し、相手チームのファンからは同じく兵役から帰還した藤村富美男が守る二塁との間を狙えという野次が飛んだという。

### 戦死
1944年に二度目の応召となるがその後は再び日本の土を踏むことは叶わず、1945年5月20日にフィリピン・ルソン島カラングランで戦死したとされる。同じ部隊から帰還した人物の証言では、景浦が飢餓の状況で食料調達に出かけたまま戻らなかったという。景浦の実家には戦後になって送られてきた戦死広報に「1945年5月20日、フィリピン・ルソン島のカラングランで戦死」と書かれていた。ただし、この記述は景浦が所属していたとされる部隊の所在地記録とは異なっており、真相は不明である。故郷、愛媛県松山市に建立されている墓碑と上記の戦死公報によると最終階級は曹長で、実家の母の計らいで最後に戦場に赴く前に結婚していたと言う。
後日になって実家に骨壺が届けられたが、入っていたのは現地の石ころが3つだけだった。後年、景浦の弟・賢一と甥の隆男はインタビューで骨壺について「こんなものが人ひとりの命なのか…」と語っていた。
1965年に野球殿堂入りを果たしたほか、東京ドーム敷地内にある鎮魂の碑に景浦の名前が刻まれている。

## プレースタイル

### 景浦の打撃～ダンスホール代稼ぎの本塁打
タイガースで同僚だった松木謙治郎によると、景浦が使用したバットは270匁（1.025kg）～280匁（1.05kg）で長さは35インチ（88.9cm）あり、入団時に265匁（0.994kg）のバットを用いていた松木は驚いたという。景浦自ら「他の選手は振れないはずだ」と語る重いバットを目一杯長く持ち、左手はグリップエンドを包み込むように握り、腰をねじ切るような大きなフォームで行っていた。弟の賢一には常々「絶対にフォームを真似してはいけないよ」と述べていたという。ただし景浦は上半身に比べると足が細く、フルスイングの際に足首を捻って痛めることがあったという。
球筋は弾丸のように速いライナー性の当たりを飛ばしたと言われており、守備練習で内野に就いた味方に対して「危ないから、どけ」というほどだった。景浦の打球は立教大学の先輩にあたる坪内道典によると「外野フェンスギリギリで取った時でも、捕球すると砲丸投げの玉のように重かった」と述べた。
景浦の怪力ぶりを示す記録として、当時は非常に本塁打が出にくいとされていた阪神甲子園球場で、いわゆる「ラッキーゾーン」設置以前にプロ野球公式戦で最多となるオーバーフェンスの4本塁打（阪急軍の山下実とタイ記録）を放ったというものがある。坪内は、景浦と共に毎晩に渡ってダンスホールに通って所持金が無くなった際に、甲子園で本塁打を放つと20円の賞金がもらえたため、景浦に頼んだところ本当に放って見せたというエピソードを紹介し、改めて景浦のパワーは別格だったと述べている。
プロ野球に関する戦前の映像記録はあまり残っていないが、上半身がちぎれそうな勢いでフルスイングする景浦の映像が残されている。

### 景浦の守備～才能があったのは投手
当時の球界ではナンバーワンの強肩として知られ、遠投大会では144mという歴代トップの大遠投を見せて優勝したとの記録が残っている。
投手としては、決め球のナチュラルシュートが内角に決まると打者が仰け反るような変化をしたという。また、球質が重いうえに低めにしっかり投げ込める制球力があったため、相手打者の打球が外野には滅多に飛ばなかったと言われている。松木謙治郎は「（景浦は）打者としても超一流だが、投手のほうがさらに才能があったかもしれない」と述懐している。
練習嫌いというわけでは無いが通常は投球練習をほとんど行わず、試合中に野手から投手としてマウンドに上がる際にもウォーミングアップとして5～6球程度を投げるのみだったという。しかし、兵役においてその強肩ぶりに目を付けられて手榴弾投げを担当することとなり、それが原因で肩を痛め、復帰後は一塁手としてプレーして投手として登板することは無かった。

## 人物
日本プロ野球史上に残る伝説の選手の一人で、最優秀防御率と首位打者を両方とも獲得したことがある唯一の選手である。
投手として史上初のシーズン無敗や防御率0点台、野手として首位打者（1回）・打点王（2回）を獲得するなど最強打者と称された。共に戦争で命を落とした沢村栄治（東京巨人軍）とライバル関係にあり、「東の沢村、西の景浦」「職業野球は沢村が投げ、景浦が打って始まった」と言われている。
景浦は相当の大食漢で、松山商業学校時代には下校途中に松山市駅で販売していた日切焼を20個食べてから帰宅したり、若林忠志と「すき焼きで肉一貫目（約4kg）食べたら賞金10円という賭けをして勝利した」「同郷の力士で部屋一番の大食いである前田山英五郎と焼き鳥の食べ比べをし、160本平らげて勝利した（景浦はまだ食べられたが前田山が降参した）」「すき焼きの肉が煮える前に完食してしまい、他の選手に景浦と同じテーブルで食べるのを嫌がられた」などといった逸話が残されている。酒は全く飲まなかった。
このように豪快な性格で人気も集めたが実際は繊細な仲間思いの人物だったという。松木謙治郎は戦後に阪神タイガースの監督に就任した際に、「景浦が復員して『戦争から帰ってきたぞ。今から試合に出るからな』と松木に言って試合に出場する」夢をよく見たという。さらに松木は「景浦が無事に帰ってきていたら、タイガースの監督として（読売）ジャイアンツに負けないチームを作っていただろう。人間としてあんな立派な男はいなかった」とも述べている。

## エピソード
- 気に入らないことがあれば、自分の守備位置への打球を無視したり、ボール球を故意に空振りしたり怠慢プレーを再三見せたという。監督だった石本秀一の日記には「今日も景浦、飛球を追わず、打っても走らず。原因不明」という記述がある。原因として昇給に関することと監督人事に関するものなど諸説あるが、前者は、景浦の昇給分が本人ではなく実家に全額が送金されていたが景浦はそれを知らず、後輩の釣常雄の給料が自身より高額だと誤解し、抗議のためにボイコットしたというものである。一方、後者は初代監督・森と親しかった景浦が森の解任に納得しておらず、後任の石本を認めていなかったために指示に従わなかったというものである[4]。これが元で、死後に野球殿堂入りを選出する際に「プレーが不真面目」として反対意見も出たという[21]。
- 選手仲間とミルクホールの代金を賭けた試合で本塁打を放ち、走りながら一本指を立てた。
- 抜群の運動神経で、バスケットボールや射的も誰よりも上手かったという[4]。
- 1944年に二度目の応召となり、満州国で従軍していたところへ同郷の前田山英五郎が慰問で虎林市に滞在していた折に慰問を受けた。その際に前田山は歯が抜けてとても痩せていた景浦の姿を見て、当初景浦だとは信じられなかったという[22]。
- 詩人の西條八十には「戦場を駆けるタンク」と称された[1]。

## その他
1984年に日本プロ野球50周年を記念して発売された記念切手3種のうち、「打者」と題する切手が景浦である。公式には景浦と発表されていないが、景浦のフルスイングした際の写真をモチーフにしている。

## 詳細情報

### 年度別打撃成績
| 年 度     | 球 団     | 試 合 | 打 席 | 打 数 | 得 点 | 安 打 | 二 塁 打 | 三 塁 打 | 本 塁 打 | 塁 打 | 打 点 | 盗 塁 | 盗 塁 死 | 犠 打 | 犠 飛 | 四 球 | 敬 遠 | 死 球 | 三 振 | 併 殺 打 | 打 率 | 出 塁 率 | 長 打 率 | O P S |
| --------- | --------- | ----- | ----- | ----- | ----- | ----- | -------- | -------- | -------- | ----- | ----- | ----- | -------- | ----- | ----- | ----- | ----- | ----- | ----- | -------- | ----- | -------- | -------- | ----- |
| 1936春夏  | 大阪 阪神 | 15    | 66    | 58    | 6     | 19    | 5        | 1        | 1        | 29    | 17    | 0     | 4        | 0     | --    | 8     | --    | 0     | 5     | 4        | .328  | .409     | .500     | .909  |
| 1936秋    | 大阪 阪神 | 31    | 133   | 113   | 17    | 28    | 9        | 0        | 1        | 40    | 21    | 4     | 4        | 0     | --    | 20    | --    | 0     | 11    | 4        | .248  | .361     | .354     | .715  |
| 1937春    | 大阪 阪神 | 55    | 241   | 190   | 41    | 55    | 14       | 5        | 2        | 85    | 47    | 7     | 3        | 0     | --    | 51    | --    | 0     | 17    | 3        | .289  | .440     | .447     | .887  |
| 1937秋    | 大阪 阪神 | 38    | 165   | 120   | 28    | 40    | 12       | 2        | 3        | 65    | 31    | 5     | 0        | 0     | --    | 44    | --    | 1     | 5     | 3        | .333  | .515     | .542     | 1.057 |
| 1938春    | 大阪 阪神 | 31    | 141   | 120   | 19    | 34    | 6        | 0        | 5        | 55    | 31    | 0     | 0        | 0     | --    | 21    | --    | 0     | 13    | 2        | .283  | .390     | .458     | .848  |
| 1938秋    | 大阪 阪神 | 27    | 117   | 99    | 15    | 26    | 5        | 0        | 1        | 34    | 13    | 1     | 0        | 0     | --    | 17    | --    | 1     | 6     | 3        | .263  | .376     | .343     | .720  |
| 1939      | 大阪 阪神 | 74    | 303   | 267   | 33    | 69    | 7        | 1        | 9        | 105   | 38    | 6     | 5        | 0     | 0     | 36    | --    | 0     | 23    | 3        | .258  | .347     | .393     | .740  |
| 1943      | 大阪 阪神 | 52    | 210   | 167   | 13    | 36    | 5        | 1        | 3        | 52    | 24    | 5     | 2        | 2     | --    | 40    | --    | 1     | 7     | 7        | .216  | .370     | .311     | .682  |
| 通算：5年 | 通算：5年 | 323   | 1376  | 1134  | 172   | 307   | 63       | 10       | 25       | 465   | 222   | 28    | 14       | 2     | 0     | 237   | --    | 3     | 87    | 25       | .271  | .398     | .410     | .808  |

- 各年度の太字はリーグ最高
- 大阪（大阪タイガース）は、1940年途中に阪神（阪神軍）に球団名を変更
- 出典：オフィシャルベースボールガイド・日本プロ野球記録大百科・阪神タイガース昭和のあゆみ

### 年度別投手成績
| 年 度     | 球 団     | 登 板 | 先 発 | 完 投 | 完 封 | 無 四 球 | 勝 利 | 敗 戦 | セ 丨 ブ | ホ 丨 ル ド | 勝 率 | 打 者 | 投 球 回 | 被 安 打 | 被 本 塁 打 | 与 四 球 | 敬 遠 | 与 死 球 | 奪 三 振 | 暴 投 | ボ 丨 ク | 失 点 | 自 責 点 | 防 御 率 | W H I P |
| --------- | --------- | ----- | ----- | ----- | ----- | -------- | ----- | ----- | -------- | ----------- | ----- | ----- | -------- | -------- | ----------- | -------- | ----- | -------- | -------- | ----- | -------- | ----- | -------- | -------- | ------- |
| 1936春夏  | 大阪      | 1     | 0     | 0     | 0     | 0        | 0     | 0     | --       | --          | ----  | 13    | 2.2      | 3        | 0           | 2        | --    | 0        | 1        | 0     | 0        | 3     | 2        | 6.75     | 1.88    |
| 1936秋    | 大阪      | 8     | 8     | 5     | 1     | 0        | 6     | 0     | --       | --          | 1.000 | 214   | 57.0     | 23       | 0           | 18       | --    | 0        | 30       | 0     | 0        | 8     | 5        | 0.79     | 0.72    |
| 1937春    | 大阪      | 22    | 7     | 3     | 1     | 0        | 11    | 5     | --       | --          | .688  | 434   | 106.1    | 72       | 0           | 39       | --    | 1        | 52       | 0     | 0        | 26    | 11       | 0.93     | 1.04    |
| 1937秋    | 大阪      | 8     | 1     | 1     | 0     | 0        | 4     | 1     | --       | --          | .800  | 120   | 31.1     | 18       | 1           | 9        | --    | 0        | 17       | 0     | 0        | 5     | 5        | 1.44     | 0.86    |
| 1938春    | 大阪      | 6     | 1     | 0     | 0     | 0        | 2     | 0     | --       | --          | 1.000 | 125   | 29.1     | 26       | 0           | 12       | --    | 1        | 16       | 0     | 0        | 8     | 8        | 2.45     | 1.30    |
| 1938秋    | 大阪      | 5     | 1     | 0     | 0     | 0        | 2     | 1     | --       | --          | .667  | 69    | 15.2     | 14       | 0           | 12       | --    | 0        | 5        | 0     | 0        | 6     | 1        | 0.57     | 1.66    |
| 1939      | 大阪      | 6     | 2     | 1     | 0     | 0        | 2     | 2     | --       | --          | .500  | 140   | 32.0     | 33       | 1           | 14       | --    | 1        | 13       | 0     | 0        | 19    | 16       | 4.50     | 1.47    |
| 通算：4年 | 通算：4年 | 56    | 20    | 10    | 2     | 0        | 27    | 9     | --       | --          | .750  | 1115  | 274.1    | 189      | 2           | 106      | --    | 3        | 134      | 0     | 0        | 75    | 48       | 1.57     | 1.08    |

- 各年度の太字はリーグ最高、赤太字はNPB記録

### タイトル
- 最優秀防御率：1回 （1936年秋）
- 最高勝率：1回 （1936年秋）
- 首位打者：1回 （1937年秋）
- 打点王：2回 （1937年春、1938年春）
- 最多出塁数：1回（1937年秋）

### 表彰
- 野球殿堂特別表彰（1965年）

### 記録
- 勝率10割（1936年秋、NPBタイ記録）※史上初[注 6]
- シーズンWHIP 0.72（1936年秋、NPB記録[注 7]）
- 14試合連続得点（1938年7月9日 - 9月9日）

### 背番号
- 6 （1936年 - 1939年、1943年）